# WASD

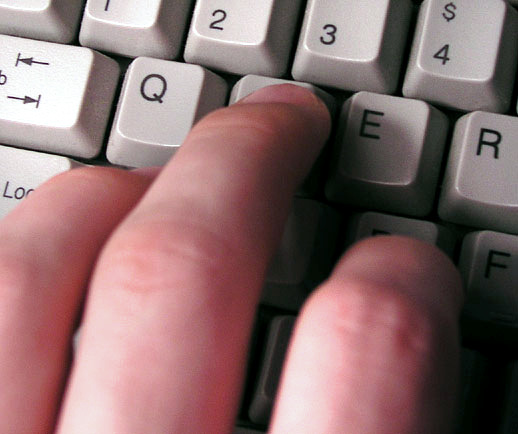
Положення руки при використанні «WASD»

WASD (WSAD, на українській розкладці ЦФІВ) — чотири клавіші на клавіатурі, які найчастіше використовуються в відеоіграх для переміщення персонажа. Головна комбінація клавіш переміщення для FPS.

## Клавіші
Розподіл функцій клавіш:
- W — відповідає стрілці ↑. Персонаж рухається вперед або вверх;
- S — відповідає стрілці ↓. Персонаж рухається назад або вниз;
- A — відповідає стрілці ←. Персонаж рухається боком вліво або обертається проти годинникової стрілки;
- D — відповідає стрілці →. Персонаж рухається боком вправо або обертається за годинниковою стрілкою.

## Зручність
Багато гравців вважають, що використання в іграх «WASD» більш ергономічне, ніж курсорні клавіші, в тому числі завдяки доступу до великої кількості допоміжних кнопок, що розташовані поряд. Крім того, позиція руки при використанні даної розкладки більше підходить для правші (одна рука залишається на клавіатурі, а друга на мишці). Проте для багатьох гравців, які управляють мишою лівою рукою, «WASD» є незручна, тому вони надають перевагу використанню курсорних клавіш. Також для лівші придатна розкладка PL;' — проте, немає ніяких свідчень її використання гравцями високого рівня.